# Hayrat

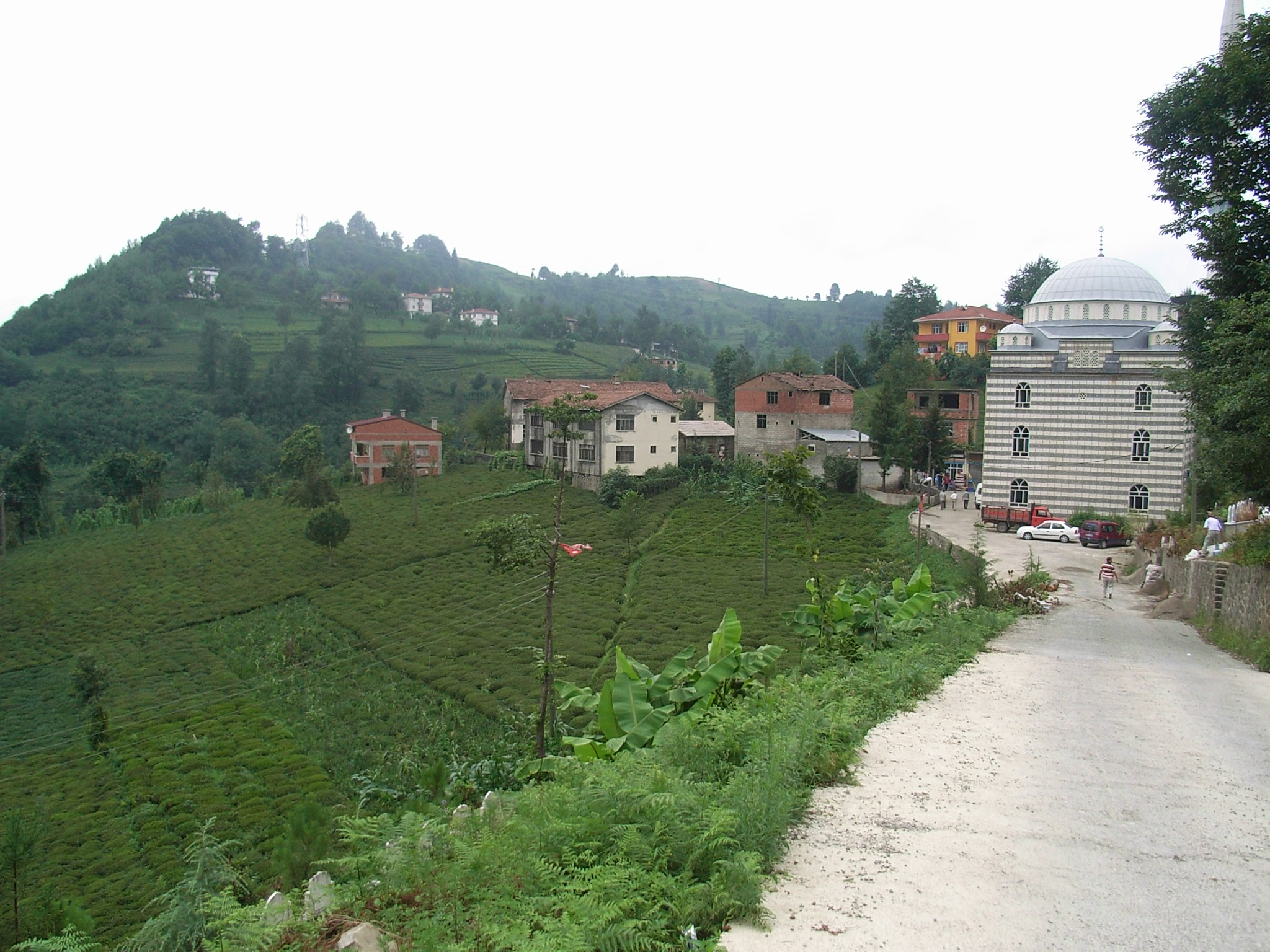
Yarlı

Hayrat ist eine Stadtgemeinde (Belediye) im gleichnamigen Ilçe (Landkreis) der Provinz Trabzon und gleichzeitig eine Gemeinde der 2012 geschaffenen Büyükşehir belediyesi Trabzon (Großstadtgemeinde/Metropolprovinz Trabzon). Seit der Gebietsreform 2013 ist die Gemeinde flächen- und einwohnermäßig identisch mit dem Landkreis.
Hayrat grenzt im Osten an die Provinz  Rize und erhielt 1969 den Status einer Gemeinde.
Der Bucak Hayrat bestand im Kreis Of bis zur Bildung des Kreises Hayrat (1990) und umfasste neben der Bucak Merkezi (Bucak Verwaltungsort) Hayrat noch eine weitere Belediye (Balaban) sowie 25 Dörfer (Köy). Bis zu seiner Auflösung bestand er noch aus 18 Dörfern und den beiden Stadtgemeinden Hayrat und Balaban. Im Zuge der Verwaltungsreform 2013 wurden diese in Mahalle (Stadtviertel, Ortsteile) überführt, die 13 existierenden Mahalle der Kreisstadt blieben erhalten, so dass deren Anzahl um 19 auf 32 stieg. Den Mahalle steht ein Muhtar als oberster Beamter vor. Ende 2020 lebten durchschnittlich 232 Menschen in jedem der nun 34 Mahalle, 702 im Mahalle Balaban.